# Kristina Söderbaum
Beata Margareta Kristina Söderbaum, född 5 september 1912 i Stockholm, död 12 februari 2001 i Hitzacker i Niedersachsen i Tyskland, var en svensk-tysk skådespelare, verksam i Tyskland. Söderbaum är mest känd för sin medverkan i den nazistiska propagandafilmen Jüd Süss från 1940. Hon var till sin död mantalsskriven i Malmö. Hon var gift med den tyske regissören Veit Harlan från 1939 till hans död 1964.

## Biografi

### Bakgrund
Kristina Söderbaum, vilken som ung kallades Kerstin Söderbaum, gick i skola i Stockholm, Paris och Schweiz. Hennes far var professor Henrik Söderbaum. Sedan hennes föräldrar avlidit i hastig följd reste hon 1934 till en släkting i Berlin där hon började på teaterskola, 22 år gammal. Samtidigt gick hon på föreläsningar i konsthistoria och studerade tyska.

### Filmer under Tredje riket
Hon fick sin första filmroll som resultat av en talangtävling arrangerad av filmbolaget UFA. Debuten väckte föga uppseende, men hon blev upptäckt av den framgångsrike filmregissören Veit Harlan och fick huvudrollen i hans film Jugend 1938. 1939 gifte hon sig med Veit Harlan och de fick två söner, Kristian, född 1939, och Caspar, född 1946. Fram till Harlans död spelade hon bara i filmer som han regisserade.
Mellan 1939 och 1945 spelade Söderbaum och Harlan in många filmsucceer såsom Verwehte Spuren (1938), Das unsterbliche Herz (1939), Die goldene Stadt / Den gyllene staden (1942) och Opfergang / Vildfågel (1944). Söderbaum var lika älskad av publiken som av den nationalsocialistiska regimen. I propagandan förkroppsligade hon deras föreställning om den "ariska" kvinnan. Hon blev snabbt en av tysk films stora stjärnor. I två melodramer spelade hon en kvinna som drunknar och hon fick därefter öknamnet riksvattenliket, som hon fick dras med hela livet.
I Harlans antisemitiska propagandafilm Jud Süss (1940) spelade hon en huvudroll mot Heinrich George och hon hade även huvudroller i propagandafilmerna Den store segraren (1942) och Brinnande hjärtan (1945), den sistnämnda åter igen mot George. För nazistregimen framstod Söderbaum som den pålitliga, medan Zarah Leander återvände till det neutrala Sverige 1943.

### Efter kriget
I februari 1945 flydde Söderbaums familj från Berlin till Hamburg. Åren 1945 till 1950 avböjde hon i solidaritet med Veit Harlan, som till följd av sina propagandafilmer hade anklagats för brott mot mänskligheten och belagts med yrkesförbud, alla filmanbud. Däremot spelade hon i teaterpjäser som Harlan satte upp anonymt.
När Harlan 1950 åter fick tillåtelse att regissera, spelade Söderbaum huvudroller i flera av hans filmer. Nämnas kan Die blaue Stunde (1952), Die Gefangene des Maharadschas (1953), Verrat an Deutschland (1954) och slutligen deras sista gemensamma film Ich werde Dich auf Händen tragen (1958). En teateruppsättning i Aachen av August Strindbergs Ett drömspel (1963) blev deras sista projekt.
Efter Harlans död 1964 utbildade sig Söderbaum till fotograf i München. 1974 hade hon en roll i Hans-Jürgen Syberbergs film Karl May. Hon offentliggjorde sina memoarer 1983 under titeln Nichts bleibt immer so. Därefter spelade hon endast i tre obetydliga filmer och även i en episod av TV-serien Der Bergdoktor 1993. Hon avled 2001 på ett vårdhem i Nordtyskland.

## Filmografi i urval
- 1934 – Hur behandlar du din hund?
- 1936 – Onkel Bräsig
- 1938 – Jugend
- 1938 – Verwehte Spuren
- 1939 – Das unsterbliche Herz
- 1939 – Die Reise nach Tilsit
- 1940 – Jud Süss
- 1942 – Den store segraren
- 1942 – Den gyllene staden
- 1943 – Näckrosen
- 1944 – Vildfågel
- 1945 – Brinnande hjärtan
- 1951 – Unsterbliche Geliebte, efter Aquis submersus av Theodor Storm
- 1951 – Hanna Amon
- 1952 – Die blaue Stunde
- 1953 – Sterne über Colombo
- 1954 – Die Gefangene des Maharadscha
- 1954 – Verrat an Deutschland
- 1962 – Die blonde Frau des Maharadscha
- 1974 – Karl May
- 1983 – Let's Go Crazy
- 1992 – Das bleibt das kommt nie wieder
- 1993 – Night Train to Venice
- 1993 – TV-serien Der Bergdoktor: Episoden Der Sinn des Lebens